# القومية الروسية الصينية
القومية الروسية في الصين (بالصينية: 俄罗斯族) وهي واحدة من اصل 56 قومية ومجموعة عرقية للأمة الصينية، الروس في الصين يتحدثون الروسية كلغة أم، ويتواجد الروس الصينيون في عدة أنحاء من شمال الصين وبذلك نجدهم يتحدثون عدة لغات مثل الروسية والصينية والأويغورية والكازاخستانية ولغات أخرى كلغة أم حسب أماكن تواجدهم في المجتمع، وبشكل عام فأن جميع قومية الروس الصينية تستخدم اللغة الصينية في الحياة اليومية بحكم أن اللغة الصينية هي اللغة التقليدية في الصين، ويتحدثون الروسية ولغاتهم الأخرى عند التفاعل مع شعبهم والعالم الخارجي. ويرجع نسل الروس في الصين إلى المهاجرين الروس قديما، وأما حاليا وبعد قرون من الاندماج والتأقلم مع البيئة الصينية، فإن عاداتهم ومظاهرهم أصبحت مختلفة تمامًا عن الروس في روسيا، وشكلت القومية تدريجياً خصائصها الوطنية الخاصة بها. يتواجد الروس ويتعايشون في مناطق متفرقة في شينجيانغ ومنغوليا الداخلية وهيلونغجيانغ وحتى بكين وأماكن أخرى. وفقاً للتقرير السادس الصادر في عام 2010 وفقاً للتعداد الوطني الصيني، بلغ إجمالي عدد سكان قومية روس في الصين 15393 نسمة.

## التاريخ
هاجر الروس إلى الصين قبل قرون بشكل رئيسي من روسيا وفي وقت مبكر من العام الأول لشونجي في عهد أسرة تشينغ 1644م، وفي محاولة روسية لغزو منطقة قريبة من الحدود الروسية الصينية تم احباطها والقبض على بعض الجنود الروس القُصر الذين غزوا هذه المنطقة والتي تسمى اليوم بـ هيلونغجيانغ الصينية، وأرسلتهم حكومة تشينغ إلى بكين ليتم دمجهم في الرايات الثمانية عند سن البلوغ في وقت لاحق، في السنة السابعة لشونجي 1650م، كان هناك أكثر من 200 جندي روسي رافقوا الجيش من شمال ياكسا وهيلونغجيانغ وانتقلت إلى بلدة حدودية وقريبة من بكين. وفي التاريخ الحديث وتحديدا عام 16 أبريل 2001، بموافقة إدارة الشؤون المدنية في منطقة منغوليا الداخلية ذاتية الحكم، تم إنشاء البلدة العرقية الروسية الوحيدة في البلاد في إرغون، هولونبير. 

## الديانة
رغم اندماج الروس الرهيب في الثقافة والعادات الصينية، إلّا أن الأغلبية من القومية الروس في الصين ما زالت تؤمن بالمسيحية الأرثوذكسية، وفي التسعينيات من القرن الماضي سُمح للاقلية الروسية في الصين لاستئناف الشعائر الدينية المختلفة فيما بينهم. وتم تطبيق ذلك في عدد كبير من المدن المحتضنة لهدة الاقلية مثل ييلي وتاتشنغ وأورومتشي في شينجيانغ وهاربين وتشيتشيهار في هيلونغجيانغ، كما وبُني عدد من الكنائس ما زالت قائمة حتى الآن، نظرًا للتاقليم الحاصل للاقلية الروسية في الصين فقد تزايد عدد الزيجات المختلطة بين هذه الاقلية وقوميات صينية أخرى واهمها قومية هان، مما اثر بشكل كبير على عاداتهم المعيشية.